# 南阳法王庙
法王庙，位于山西省运城市稷山县稷峰镇南阳村，是中华人民共和国全国重点文物保护单位之一，奉祀知名的方士房寅（人稱法王）。

## 历史
南阳法王庙的创建年代已无从考证。现存建筑系元代重建，明清均有修葺。十年浩劫中，全庙损毁严重。

## 建筑
南阳法王庙坐西朝东。中轴线现存山门、乐楼、正殿法王殿。正殿两侧的七星殿、九曜殿与法王殿连成一排，颇为壮观。南北两侧的配殿为后土圣母殿、十帅殿。这些殿宇三面环绕于巨大的乐楼周围。
山门建于明弘治十五年（1502年），单檐硬山顶。
乐楼坐东朝西，面阔、进深均为三间，重檐十字歇山顶，布瓦屋面黄绿琉璃剪边。
正殿面阔三间，进深四椽，单檐悬山顶。

## 保护
2004年6月10日，法王庙由山西省人民政府公布为第四批山西省文物保护单位，编号4-143，是一座古建筑。
2013年3月5日，法王庙由中华人民共和国国务院公布为第七批全国重点文物保护单位，编号7-0832-3-130。